# Патриаршая резиденция в Чистом переулке
Патриа́ршая резиде́нция в Чи́стом переу́лке — бывшая городская усадьба Офросимовых, расположенная по адресу Чистый переулок, дом 5, в районе Хамовники Центрального административного округа Москвы. Является памятником архитектуры регионального значения.
С 1943 года здесь располагаются учреждения Московской патриархии, в том числе рабочая резиденция Патриарха Московского и всея Руси, канцелярия и управление делами Московской патриархии. В 1922—1941 годах здесь проживали главы дипломатической миссии Германии в СССР.

## История

### До революции 1917 года
Домовладение на месте современного дома № 5 в Чистом переулке было основано в XVIII веке капитаном Артемием Алексеевичем Обуховым, по фамилии которого переулок и был назван Обуховским или Обуховым.
С 1796 года усадьба принадлежала семейству Офросимовых. С 1805 года хозяином владения, к которому относилась и территория дома № 7, был генерал-майор Павел Офросимов. После его смерти усадьба принадлежала его супруге Настасье Офросимовой, прототипу Маремьяны Бабровны Набатовой («Вести, или Живой убитый» Фёдора Ростопчина), Анфисы Ниловны Хлёстовой («Горе от ума» Александра Грибоедова) и Марьи Дмитриевны Ахросимовой («Война и мир» Льва Толстого).
Усадьба, как и весь Обухов переулок, выгорела в пожаре 1812 года и была построена заново по проекту архитектора Фёдора Соколова. Все усадебные здания были построены из дерева. Главный дом был возведён в 1833 году, в 1847-м его расширили — он получил кирпичные пристройки по бокам. На тот момент это было самое крупное здание в Обуховом переулке.
В 1856 году домовладение перешло от Офросимовых к генерал-майорше В. С. Ершовой, а позже усадьбу купил купец Николай Бакланов, владевший вместе с братом, Иваном Козьмичом, Бабкинской мануфактурой. Затем, ввиду их финансовых затруднений, владение перешло к фабриканту Николаю Коншину-старшему.
В 1878 году был заново оформлен фасад, приобретший нынешний вид, и проведена перепланировка внутри здания. В 1897 году построена новая ограда с въездными воротами.
В 1899 году домовладение было приобретено промышленником и крупным благотворителем Степаном Протопоповым за 239 тысяч рублей и по распространённой в купеческой среде традиции записано на имя его супруги Марии, урождённой Четвериковой. На месте левого флигеля усадьбы было построено каменное здание, предназначенное для сдачи внаём. Хозяева занимали главный дом и правый флигель.
В этот период в главном одноэтажном деревянном корпусе на каменном фундаменте было 13 светлых комнат, четыре тёмных чулана и коридор на первом этаже и одна тёмная и три светлых комнаты в мезонине. В устроенных над первым этажом антресолях были четыре светлые комнаты с окнам во двор. Людская, кухня, столовая и поварская располагались в подвале. Фронтон фасада был украшен вензелем «МП» — инициалами Марии Протопоповой. В особняке были печное отопление, водопровод и канализация. За главным зданием располагался небольшой сад. В хозяйственном дворе располагались два каменных амбара и служебные постройки.
Дочь владельцев жила в правом деревянном флигеле. Левый флигель был перестроен в каменный двухэтажный особняк. Он сдавался квартиросъёмщикам.

### Резиденция послов Германии в СССР
В 1918 году усадьба была реквизирована, в ней разместились различные учреждения.
В 1922 году Обухов переулок был переименован в Чистый, а дом № 5 передали в ведение Наркомата иностранных дел. Тогда же в доме поселился германский посол граф Ульрих фон Брокдорф-Ранцау, бывший министр иностранных дел и глава делегации Германии на Парижской мирной конференции 1919—1920 годов. Его деятельность способствовала установлению дипломатических отношений между Германией и СССР.
11 сентября 1928 года граф Брокдорф-Ранцау скончался. Послом в Москву был назначен Герберт фон Дирксен, который в своих мемуарах описал резиденцию посла в Чистом переулке:

Скромная одноэтажная вилла в тихом переулке удовлетворяла нашим требованиям: пять гостиных, большинство из которых небольшие по размерам, но хорошо обставленные (частично нашей собственной мебелью), столовая, способная вместить 25 человек, несколько крошечных комнат для переговоров, а на верхнем этаже наша спальня и гардеробная, внизу превосходная кухня, гараж и помещение для слуг. В Москве не было необходимости в устройстве многолюдных официальных обедов, а тех гостей, что собирались на обычный вечерний приём, не составляло труда разместить в имеющихся комнатах, расположение которых позволяло присутствующим легко передвигаться из одной комнаты в другую. Сад, примыкавший к дому, был достаточно просторен для устройства в нем теннисного корта.
В 1933 году преемником Герберта фон Дирксена стал Рудольф Надольный, вскоре отозванный из Москвы из-за принципиальных расхождений с Гитлером по вопросам политики в отношении СССР и в 1934 году заменённый графом Вернером Шуленбургом.

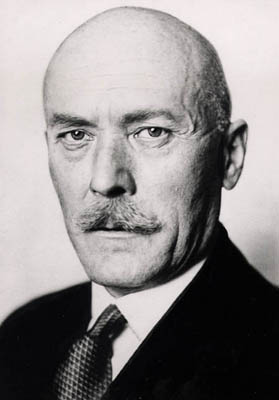
Фридрих Вернер фон дер Шуленбург

По воспоминаниям служащего посольства Густава Хильгера: «Внутри посольства Третий рейх ощущался мало. В кадровом составе на первых порах никаких изменений не произошло. К счастью, ни посол Надольный, ни его преемник граф Шуленбург не были истинными нацистами, а посему и не требовали от персонала посольства доказательств лояльности к правящему режиму. Шуленбург даже не давал себе труда самому писать речи, которые он должен был произносить в официальных случаях (таких, например, как „День рождения фюрера“), а поручал партийному старосте подготовить подходящий текст, который потом зачитывал со скучающим видом».
Ночью 22 июня 1941 года Шуленбург вручил Вячеславу Молотову ноту об объявлении войны Германией СССР и высказался, что считает решение Гитлера безумием. Вскоре были получены известия о интернировании граждан СССР в здании советского посольства в Берлине и захвате помещений дипломатических и торговых представительств СССР. В ответ на это весь персонал дипломатических, торговых и других учреждений Германии в Москве, включая посла Шуленбурга, в течение двух дней находился в изоляции на территории посольства на улице Станиславского. Затем все германские подданные были вывезены к турецкой границе, и в районе Ленинакана обменены на советских граждан.
В здании резиденции посла в Чистом переулке опергруппой НКВД во главе с начальником отделения контрразведки капитаном Василием Рясным был произведён тщательный обыск, а вся обнаруженная в ходе него документация была вывезена. После этого главный дом усадьбы был опечатан и в течение двух лет пустовал.

### Патриаршая резиденция
4 сентября 1943 года произошла встреча Иосифа Сталина с митрополитами Сергием (Стагородским), Алексием (Симанским) и Николаем (Ярушевичем). Сталин поднял вопрос о предоставлении Московской патриархии помещения и транспорта, в ответ на что митрополит Сергий просил предоставить для размещения Патриархии и проживания Патриарха игуменский корпус в бывшем Новодевичьем монастыре. Сталин в ответ на это предложил особняк в Чистом переулке:

Нет, это не годится. Товарищ Карпов там был и всё осмотрел. Корпус неблагоустроенный, сырой, холодный, требует капитального ремонта. А мы хотели бы вам предоставить обустроенное и подготовленное помещение немедленно. А потому завтра же в ваше ведение перейдет для размещения в нём патриархии особняк по адресу Чистый переулок, дом пять. <…> Это советское здание, в нём лишь временно размещался до войны немецкий посол в СССР Шуленбург. Да и к тому же предоставлено будет вам и всё находящееся в нём имущество, и прилегающая к дому территория.

После этого помощник Сталина Александр Поскрёбышев зачитал записку с описанием усадьбы:

Главный корпус усадьбы представляет собой одноэтажный деревянный дом на каменном фундаменте, с мезонином и антресолями. На первом этаже тринадцать светлых комнат, четыре тёмных чулана и коридор. Деревянная лестница ведёт в мезонин, в котором тёмная комната и три светлых. Полезная площадь особняка была увеличена устройством антресолей — низких помещений в полуэтаже над помещениями первого этажа. В антресолях четыре светлые комнаты, имеющие одиннадцать окон, выходящих во двор. В каменном подвальном этаже находятся помещения людской, кухни, столовой и поварской. Дом имеет печное отопление, водопровод и канализацию. За главным зданием есть небольшой сад и хозяйственный двор с двумя каменными амбарами и служебными постройками: конюшнями, погребами, кладовыми, сторожками и дворницкими.
5 сентября 1943 года здания бывшей усадьбы были переданы Московской патриархии вместе с мебелью, убранством и хозяйственной утварью.
В правом ризалите главного дома усадьбы был устроен Крестовый храм во имя Владимирской иконы Божией Матери. По воспоминаниям митрополита Питирима (Нечаева), «храм был поначалу очень простым: аналой и всего две иконы. Иконостас появился лишь в 1957 году». В главном доме был оборудован зал заседаний Синода, получивший название «Красный зал», рабочие комнаты служащих учреждений Московской патриархии, а также личные покои патриарха Сергия. В расположенном в глубине владения одноэтажном дворовом корпусе разместилось Московское епархиальное управление, синодальные отделы и хозяйственные подразделения Московской патриархии.

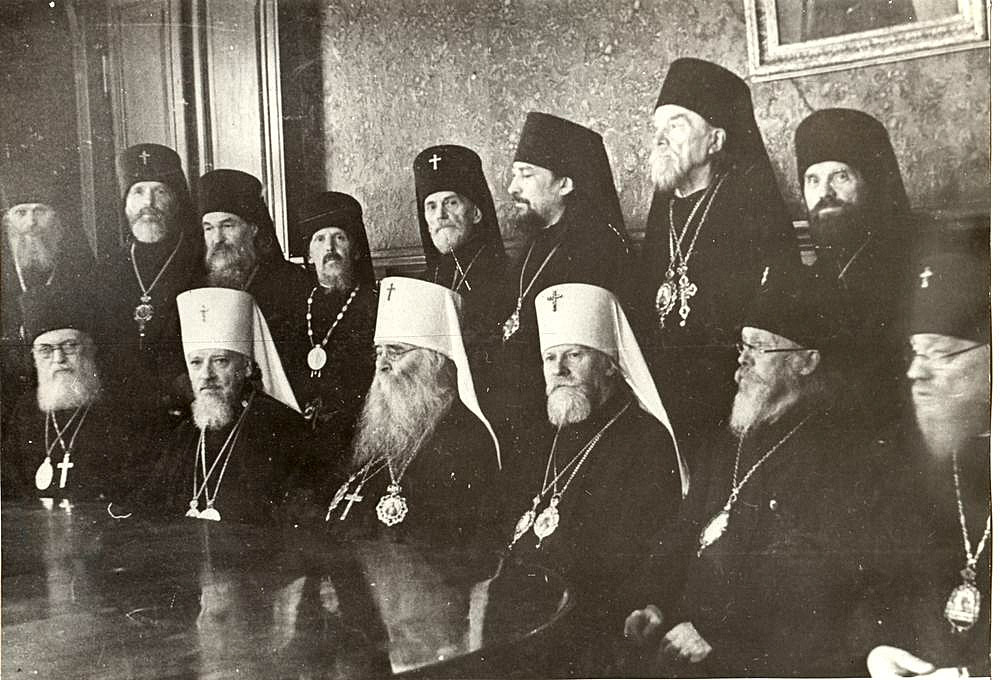
Архиерейский собор 8 сентября 1943 года.

8 сентября 1943 года состоялся Архиерейский собор, в котором участвовало 19 иерархов, единодушно избравший Патриаршего Местоблюстителя митрополита Московского и Коломенского Сергия (Страгородского) Патриархом Московским и всея Руси.
20 сентября того же года в Патриаршей резиденции в Чистом переулке впервые впервые приняли иностранных гостей — делегацию Англиканской церкви во главе с архиепископом Йоркским Сирилом Форстером Гарбеттом.
5 ноября того же года в зале заседаний Священного синода принёс покаяние обновленческий архиепископ Михаил (Постников). Вслед за ним стали приносить покаяния и другие обновленческие епископы. Покаяние происходило, как правило, в зале заседаний Священного синода.
Именно здесь, 15 мая 1944 года в 6 часов 50 минут скоропостижно скончался Патриарх Сергий. В 8 часов того же дня сюда прибыл митрополит Крутицкий Николай (Ярушевич) и совершил первую литию у одра почившего.
С 21 по 23 ноября 1944 года в этом здании состоялся Архиерейский собор в составе 50 архиереев, главной целью которого была подготовка Поместного собора.
2 февраля 1945 года Поместный собор, прошедший в храме Воскресения Христова в Сокольниках, избрал митрополита Алексия (Симанского) новым Патриархом Московским и всея Руси. Вскоре он вселился в резиденцию в Чистом переулке. В левом ризалите, где ранее располагалась келия патриарха Сергия, разместили личную библиотеку патриарха Алексия I.

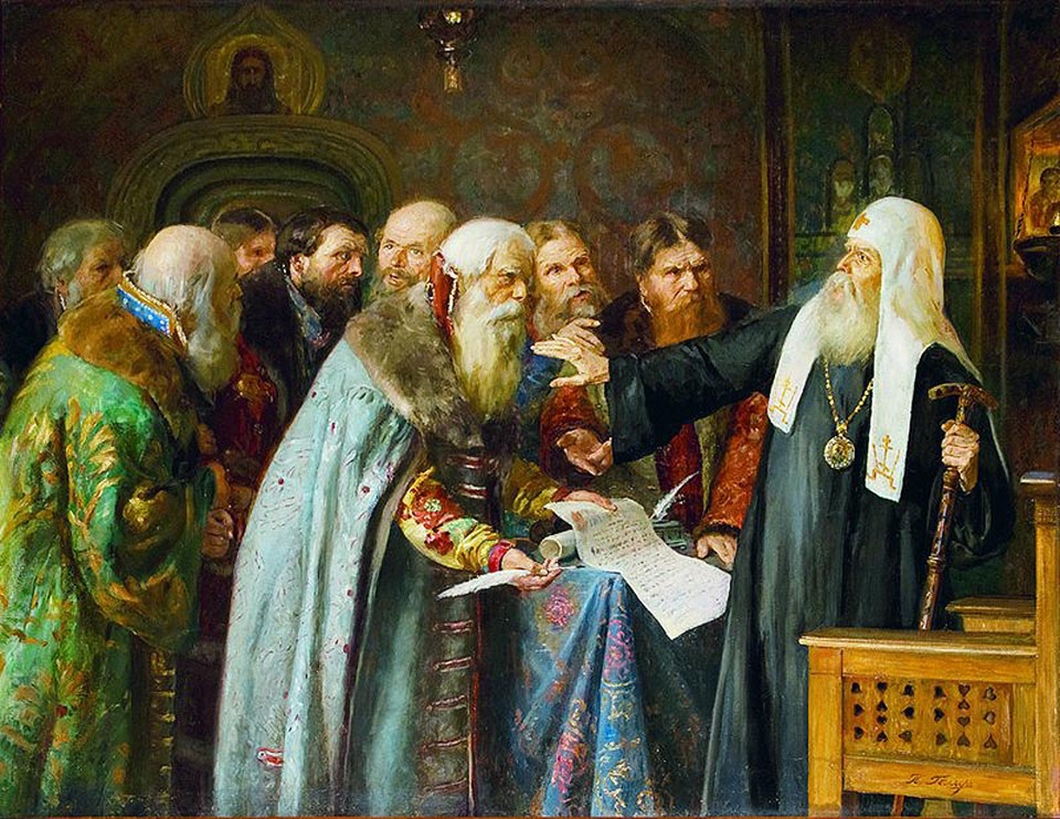
Картина Петра Геллера, висящая в Патриаршей резиденции в Чистом переулке. «До сих пор искусствоведы спорят, что именно изображено, и картина в разных источниках подаётся под двумя разными названиями: „Патриарх Иов отказывается признать в Лжедимитрии сына Ивана IV“ и „Патриарх Гермоген отказывается подписать грамоту о роспуске народного ополчения“»

В 1948 году Московская патриархия после неоднократных ходатайств перед властями добилась разрешения на перемещение Московского епархиального управления в Лопухинский корпус Новодевичьего монастыря. В помещения при Успенской трапезной церкви Новодевичьего монастыря переехала редакция «Журнала Московской Патриархии».
Патриаршую резиденцию в Чистом переулке того времени с чертами быта, обстановки и заведённого порядка описал будущий регент Патриаршего хора храма Христа Спасителя Николай Георгиевский:

Через небольшую комнатку налево, с письменным столом дежурного, зеркалом и двумя венецианскими стульчиками, мы проходили в зал, где была устроена домашняя церковь Патриарха в честь Владимирской иконы Божией Матери. Здесь преобладал запах крепкого росного ладана. Ровно в 10 часов 30 минут утра, с боем больших напольных часов в ризнице, которая примыкала к крестовой церкви, открывались внутренние двери и, слегка опираясь на палку, выходил Святейший Патриарх Алексий, делая общий полупоклон, здороваясь таким образом с нами и обводя нас с улыбкой своими чудесными глазами, проходил на своё место в углу, где было его кресло и орлец под ноги… Богослужение укладывалось в час — час пятнадцать минут. Патриарх, милостиво улыбаясь, всегда говорил присутствующим: «Пожалуйте за стол», — и проходил во внутренние покои. Потом шли в столовую, через ризницу и Красный зал, в котором мне всегда нравилось изображение святого великомученика и Победоносца Георгия на коне, поражающего змия, исполненное на стекле. В красивой позолоченной раме, поставленное перед окном «на просвет», изображение смотрелось как очень красочный витраж. <…> [Это изображение] очень любил и Святейший Патриарх, бережно перевезший его из блокадного Ленинграда в Москву. За столом никогда не было ни натянутости, ни молчания. Святейший, сам ценивший и любивший хороший юмор «как проявление здоровья и остроты ума», не любил, как он говорил, «сидящих Собакевичей», имея в виду персонаж из поэмы Н. В. Гоголя «Мёртвые души», который «слова не вымолвил, пока не убрал всего осетра целиком». Здесь царили умные беседы и весёлые истории.
При патриархе Пимене ризница была перестроена в гостиную, получившую название «Белый зал», где хранились в закрытых шкафах патриаршие облачения. В мезонине патриарх Пимен разместил коллекцию орденов и подарков своего предшественника. Патриарх Пимен жил в этом здании постоянно, на подмосковную дачу в Переделкине, появившуюся при его предшественнике Алексии I, выбирался редко; так как патриарх Пимен был ограничен в поездках, его называли «затворником Чистого переулка».
В 1983 году Московской патриархии удалось получить в пользование правый флигель усадьбы. 23 июня состоялось освящение нового административного корпуса в этом здании, где разместились управление делами Московской патриархии, учебный и пенсионный комитеты при Священном синоде.
В 1988 году, к 1000-летию Крещения Руси, была построена и освящена новая официальная синодальная резиденция в Даниловом монастыре, однако патриарх Пимен жил в своей резиденции в Чистом переулке, где и скончался 3 мая 1990 года.
К тому времени дом в Чистом переулке около двадцати лет не ремонтировался, и новый патриарх Алексий II, осмотрев его, распорядился о ремонтных работах, а сам в этот период жил в Патриаршей резиденции в Переделкине, в дальнейшем патриарх Алексий II здесь не жил, а только работал и принимал посетителей, проводил встречи. По собственному признанию, сделанному в 2005 году, «за 15 лет только раз переночевал в Чистом переулке». Патриаршая резиденция в Чистом переулке стала официально именоваться рабочей. Здесь же по традиции голосовал Патриарх, а вместе с ним и работающие в резиденции монахи. Урну для голосования сюда привозили из ближайшего — 312-го — избирательного участка Войковского района Северного административного округа Москвы.
При патриархе Алексии II появилась традиция устанавливать рождественскую ёлку накануне зимних праздников. Рядом с ёлкой ставилась фигурка Деда Мороза и вертеп. Украшали ёлку, как правило, монахини — помощницы предстоятеля. За несколько лет в резиденции успела скопиться целая коллекция новогодних украшений, приобретённых Алексием II. Ёлка в Чистом переулке считалась «камерной»; ставилась для ближнего круга Патриарха и специально приглашаемых гостей.

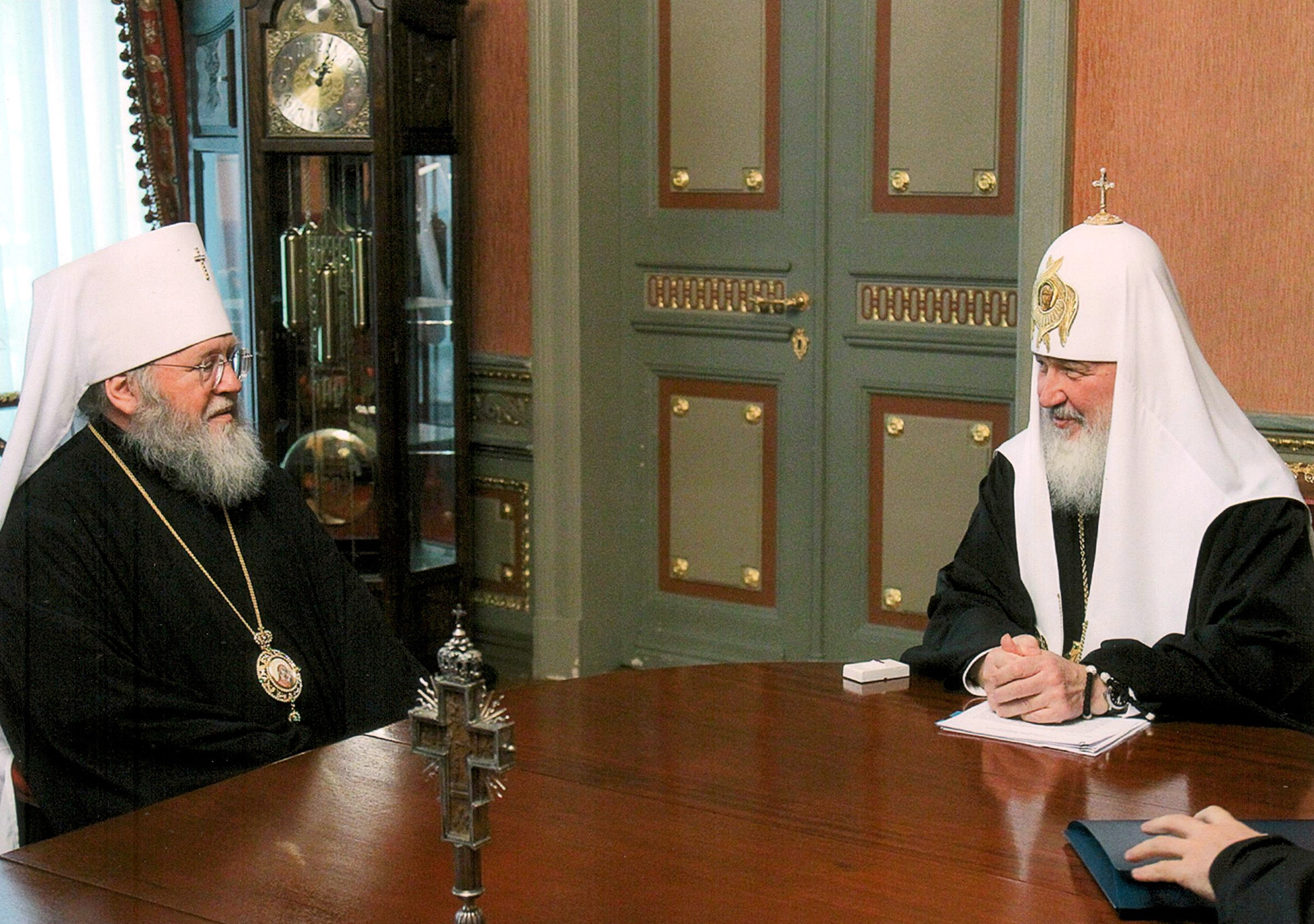
Встреча митрополита Восточно-Американского и Нью-Йоркского Илариона (Капрала) с патриархом Кириллом в рабочей Патриаршей резиденции в Чистом переулке. 30.9.2010

После кончины патриарха Алексия II была учреждена комиссия по описи церковного имущества Патриарха, которое хранится в ризницах патриарших резиденций в подмосковном Переделкине и Чистом переулке. Ставший местоблюстителем Патриаршего престола митрополит Кирилл (Гундяев) в Чистый приезжал, работал там, но комнаты, которые при жизни занимал патриарх Алексий, стояли опечатанными. Под кабинет Местоблюстителя был избран так называемый Белый зал, который обычно пустовал, в нём иногда только проходили ежегодные встречи патриарха Алексия II с журналистами. 6 февраля 2009 года патриарх Кирилл снял печати с рабочих кабинетов в патриаршей резиденции в Чистом переулке.
Поскольку Патриаршая резиденция в Чистом переулке слишком мала для больших делегаций, их патриарх Кирилл принимает в Патриарших покоях храма Христа Спасителя.
При патриархе Кирилле Патриаршая резиденция в Чистом переулке некоторое время была местом наречения во епископов клириков, избранных Священным синодом.